# Pueblo Nuevo, Maravatío
Pueblo Nuevo är en ort i Mexiko.   Den ligger i kommunen Maravatío och delstaten Michoacán de Ocampo, i den södra delen av landet, 160 km väster om huvudstaden Mexico City. Pueblo Nuevo ligger 1 977 meter över havet och antalet invånare är 377.
Terrängen runt Pueblo Nuevo är platt åt nordost, men åt sydväst är den kuperad. Runt Pueblo Nuevo är det ganska tätbefolkat, med 104 invånare per kvadratkilometer. Närmaste större samhälle är Maravatío, 12,5 km sydost om Pueblo Nuevo. Trakten runt Pueblo Nuevo består till största delen av jordbruksmark.